# Marco Giunio Bruto (console 178 a.C.)
Marco Giunio Bruto (in latino Marcus Iunius Brutus; fl. II secolo a.C.) è stato un politico e generale romano.

## Biografia
Forse figlio dell'omonimo tribuno della plebe del 195 a.C. (a meno che non si tratti della stessa persona), fu eletto console nel 178 a.C. con Aulo Manlio Vulsone; gli fu affidato il comando della campagna contro gli Istri, che riuscì a sconfiggere e sottomettere definitivamente l'anno successivo.
Fu uno degli ambasciatori inviati in Asia nel 171 a.C. per chiedere aiuti agli alleati di Roma per la guerra contro Perseo di Macedonia.
Nel 169 a.C. si presentò candidato alla censura, ma non fu eletto.